# Димитър Николаев
Димитър Николаев е български футболист, нападател. Играл е за Левски (Русе) (1928 – 1939) и ФК`13 (София) (1939 – 1943). Носител на купата на страната през 1940 г. с ФК`13, вицешампион през 1937 с Левски (Русе), 3 място през 1928 г. Голмайстор на Националната футболна дивизия през 1940 с 14 гола за ФК`13, трети през 1939 г. с 11 гола за Левски (Русе). Има 14 мача и 3 гола за националния отбор.

## Успехи

### Отборни
ФК`13
- Купа на България (1): 1940

### Индивидуални
- Голмайстор на Националната футболна дивизия (1): 1940 (14 гола)